# Cedestis gysseleniella
Cedestis gysseleniella ist ein Schmetterling (Nachtfalter) aus der Familie der Gespinst- und Knospenmotten (Yponomeutidae).

## Merkmale
Die Falter erreichen eine Flügelspannweite von 11 bis 13 Millimetern.

## Flugzeit
Die Imagines fliegen von Juni bis Juli und werden vom Licht angezogen.

## Lebensweise
Die Larven fressen im Frühling im Inneren einer Nadel der Waldkiefer (Pinus sylvestris) oder der Küstenkiefer (Pinus contorta). Sie arbeiten sich dabei von der Nadelbasis bis zur Nadelspitze vor und fressen danach in einem leichten Gespinst außerhalb weiter. Die Raupen verpuppen sich am Boden in einem weißen Kokon. Die Puppe ist zunächst grün gefärbt und dunkelt im Laufe der Zeit nach.